# Pteronymia auricula
Pteronymia auricula är en fjärilsart som beskrevs av Richard Haensch 1905. Pteronymia auricula ingår i släktet Pteronymia och familjen praktfjärilar. Inga underarter finns listade.